# Землетрясения на Камчатке
Полуостров Камчатка относится к сейсмически активным зонам России, входит в Тихоокеанское вулканическое огненное кольцо.
Большинство камчатских землетрясений происходит на расстоянии 30—160 километров от восточного побережья полуострова, в субдукционной зоне, примыкающей к Курило-Камчатскому жёлобу.

## Землетрясение 1737 года
17 октября 1737 года в Тихом океане на глубине 40 километров 51°06′ с. ш. 158°00′ в. д. произошло землетрясение магнитудой 9,0. Как сообщал тогда русский исследователь С. П. Крашенинников:
По полуночи в третьем часу ночи началось трясение, и с четверть часа продолжалось волнами так сильно, что многие Камчатские юрты обвалились, и балаганы попадали. Между тем учинился на море ужасный шум и волнение, и вдруг возлилось на берега воды в вышину сажени на три, которая, нисколько не стояв, сбежала обратно и удалилась от берегов на значительное расстояние. Потом вторично земля всколебалась, воды прибыло против прежнего, но при отлитии столь далеко она сбежала, что море видеть невозможно было. В то время усмотрены в проливе на дне морском между первым и вторым Курильским островом каменные горы, которые до того никогда не виданные, хотя трясения и наводнения случались и прежде. С четверть часа спустя после того последовали валы ужасного и несравненного трясения, а при том влилось воды на берег в вышину сажень на 30, которая по прежнему нисколько не стояв сбежала в море, и вскоре встала в берегах своих колеблясь через долгое время, иногда берега понимая, иногда убегая в море. Перед каждым трясеньем слышен был под землёю страшный шум и стенание. 
 
 В некоторых местах луга с холмами и поля морскими заливами сделались: а продолжалось оно до самой весны 1738 году.
4 ноября этого же года произошло мощное землетрясение на севере Камчатки близ Нижне-Камчатска 56°12′ с. ш. 162°00′ в. д. магнитудой 7,8.

## Землетрясение 1792 года
23 августа 1792 года около берегов Камчатки 54°00′ с. ш. 162°00′ в. д. на глубине около 20 километров произошло еще одно мощное землетрясение магнитудой 8,4, которое ощущалось по всему берегу Восточной Камчатки. Из Каталога землетрясений Российской Империи (Мушкетов И., Орлов А., 1893), запись 798:
В том же году (1792) 12(23) августа в 5 час. утра в Петропавловском порте, Нижне-Камчатске, Паратунке и по всему восточному берегу Камчатки в течение почти одной минуты происходили колебания, подобные волнам. «Когда началось землетрясение, рассказывает Зауер (секретарь экспедиции Биллингса), я одевался и был опрокинут на землю, на которую я упал во всю длину. Встав, я поспешил, насколько мог, выйти из дому». Вода в гавани так сильно волновалась, что была похожа на кипящую. Сотрясение имело направление от NW (северо-запада) и продолжалось, по-видимому, более 2 минут, но многие уверяли, что оно длилось более одной минуты. (Сила — примерно 8 баллов). В Паратунке сотрясение было еще сильнее, земля во многих местах разверзлась и извергала на значительную высоту воду и песок. Все дома в селении были повреждены в большей или меньшей степени, один балаган был опрокинут; несколько печей — единственные сооружения из кирпича — были разрушены; все образа в церкви вывалились из своих рам на землю (9 баллов).
В Нижне-Камчатске жители были чрезвычайно испуганы землетрясением и не могли понять, откуда происходил предшествовавший ему гул. Река Радуга, при впадении которой в р. Камчатку выстроен этот город, внезапно высохла и жители спешили перебраться по сухому ложу, чтобы укрыться в горах вместе со скотом, который уводили с собой. Землетрясение продолжалось около часа, в некоторых местах почва дала трещины, а в других осела. Колокола двух церквей звонили сами собой, треск и шум от падающих и разрушаемых зданий соединялись с воем собак и отчаянными воплями людей, ожидавших каждую минуту, что земля совершенно поглотит их город. По окончании землетрясения вода опять появилась в Радуге, которая пришла в прежнее положение; в домах не было найдено ни одной целой печки, балаганы были большею частью разрушены, в одной из церквей нашли алтарь сдвинутым с места на фут. Землетрясению предшествовал сильный гул, похожий на раскаты грома.
В сохранившихся сообщениях о камчатских землетрясениях 1791—1792 годов есть некоторые неувязки. Большинство исследователей считает, что было два разных землетрясения, одно на севере полуострова, другое на его юге, произошедших в разное время. Это подтверждается тем, что в записях о землетрясении сохранилось мало сведений о цунами, которое должно было возникнуть после землетрясения такой силы.

## Землетрясение 1841 года
Очередное сильное землетрясение на Камчатке произошло 18 мая 1841 года в 8 часов утра по местному времени. Эпицентр располагался близ Петропавловска 52°30′ с. ш. 159°30′ в. д.. Магнитуда землетрясения составила 8,4. Каталог землетрясений Российской Империи (Мушкетов И., Орлов А., 1893), запись 1161:
В том же году (1841) 6-го (18) мая в 8 час. утра сильное землетрясение в Петропавловске и на месте, называемом Островным, продолжавшееся 15 мин., при чем разрушены трубы и печи и разбиты в окнах стекла. Колокола собора звонили сами собою. Вода в губе возвысилась на несколько футов и на всем её пространстве в течение 6 минут было сильное волнение. Кроме того, в продолжение 6 часов происходил постоянный прилив и отлив. Стоявший в малой губе на якоре и швартовых бриг «Охотск» оторвался, стащил зарытый в землю 50-ти пудовый якорь и ушел на середину губы; некоторые утесы, находившиеся близ порта, обрушились. На месте Островном, в 80 верстах от Петропавловска, было необыкновенное возвышение воды в море, которое смыло балаган, юрту и строение одного камчадала. (Журн. Мин. Вн. дел, 1841 г. август, стр .21 и декабрь, ч. XLII).
17 мая 1841 г. … в 5 час. 20 мин. пополудни (время с учетом разности стилей и долгот мест соответствует примерно 14 час. 50 мин. 6 мая местного петропавловского) вода в гавани Гонолулу внезапно обесцветилась и устремилась вперед подобно большой приливной волне. Затем она быстро откатилась назад, осушив часть гавани и все рифы. Это повторилось дважды в течение сорока минут; затем море приняло свой обычный вид. Падение уровня воды оценивалось в три фута (1 м). Одновременно в Лахаине многократное поднятие и падение воды с интервалом в 4 мин. каждое равнялось нескольким футам. Волны обрушивались на рифы и с оглушительным гулом перекатывались через них.
 − Jarves J.S. History of the Hawaiian or Sandwich Islands. Boston, 1843, стр.22

## Землетрясение 1923 года
3 февраля 1923 года на дне океана 53°00′ с. ш. 161°00′ в. д. произошло землетрясение магнитудой 8,5. Вызванная этим волна цунами достигала 8 метров в высоту и привела к гибели нескольких людей. В восточной части океана волна достигла берегов Гавайев и убила, как минимум, одного человека.
По словам А. В. Викулина:
В Петропавловске-Камчатском и Усть-Камчатске первые колебания, самые сильные за всё время, продолжались 30-33 мин; в Островной, Калыгири, Жупаново и Семячике они продолжались почти три дня, постепенно слабея; в бухте Ольга землетрясение продолжалось беспрерывно около двух недель.
В апреле того же года произошло ещё одно мощное землетрясение магнитудой 7,3.

## Землетрясение и цунами 1952 года
Землетрясение магнитудой, по разным данным, от 8,5 до 9,0 52°18′ с. ш. 161°00′ в. д.на глубине 20 километров произошло 4 ноября в 04:58 по местному времени . Высота волны цунами достигала 18 метров у побережья Камчатки и Курильских островов, полностью был уничтожен город Северо-Курильск, погибло несколько тысяч людей. Гавайев достигли волны высотой 6—9 метров и нанесли материальный ущерб на сумму от 800 000 до 1 000 000 долларов, однако человеческих жертв в этой части света удалось избежать.

## Землетрясение 2006 года
В апреле 2006 года разразилась серия достаточно мощных землетрясений, которые привели к эвакуации около 1000 человек, частичным разрушениям в ряде населённых пунктов. Однако жертв удалось избежать, сообщалось только о 40 раненых. Первое землетрясение 61°00′ с. ш. 167°00′ в. д. магнитудой 7,6 произошло 21 апреля в 12:24 по местному времени, за ним последовали афтершоки магнитудой от 4,3 до 5,1, следующий мощный толчок ударил 30 апреля в 5:58 и достигал магнитуды 6,6 и также вызвал ряд афтершоков.

## Землетрясение 2025 года
Землетрясение магнитудой 8,8 произошло 30 июля 2025 около 11:30 по местному времени (2:30 мск) на территории Камчатского края и Сахалинской области России.

## История научных сейсмических наблюдений
Сейсмологические наблюдения на Камчатке начались в 1915 году с создания сейсмической станции «Петропавловск», которая прекратила регистрацию землетрясений в 1918 году из-за тяжёлых экономических условий.
В марте 1951 года сейсмическая станция «Петропавловск» была создана заново и стала одной из основных станций Единой сейсмической сети СССР.
В 1961 году в АН СССР была создана региональная сеть из 5 сейсмических станций. К началу 1964 года на Камчатке работало уже 11 региональных сейсмических станций.